# 各務原市桜体育館
各務原市桜体育館（かかみがはらしさくらたいいくかん）は、岐阜県各務原市にある体育館である。桜体育館とも称する。

## 概要
各務原市立那加第一小学校の学校開放体育施設であるが、他の学校開放体育施設とは異なり、各務原市総合体育館や各務原市那加地区体育館などの地区体育館と同様、一般財団法人各務原市施設振興公社が管理運営しており、実質上は各務原市の運営する運動施設の一つである。尚、名称は桜体育館であるが、那加第一小学校の施設としては「体育館・西」となる。
元は1998年（平成10年）に建てられた岐阜県立岐阜女子商業高等学校の体育館である。岐阜女子商業が2005年（平成17年）に廃校後も岐阜県立岐阜各務野高等学校岐女商校舎の体育館として2007年（平成19年）まで使用された後、各務原市の体育館となり、各務原市桜体育館となる。その後、岐阜女子商業の敷地及び建物が各務原市立那加第一小学校の敷地の一部とすることとなり、桜体育館は2011年（平成23年）4月に各務原市体育施設から削除され、那加第一小学校の施設となった。
建物はRC造、延床面積は2118.00m2。

## 施設
- 体育館（A面・B面）
- 多目的ホール

### 利用種目
- 軟式テニス1面
- バスケットボール2面
- バレーボール2面
- ソフトバレーボール2面
- バドミントン6面
- 剣道2面
- 空手2面
- 卓球6面

## 利用案内
- 住所：岐阜県各務原市那加手力町41番地
- 開館時間：9：00 - 22：00
- 休館日：年末年始（12月29日 - 1月3日）
- 駐車場：70台　※那加第一小学校と共用

## 交通アクセス
- 名鉄各務原線「新加納駅」下車、徒歩で約15分。
- 各務原市ふれあいバス那加線「石山町」バス停下車、徒歩で約10分。